# L'Escapade de Bob
Pour plus de détails, voir Fiche technique et Distribution.
L'Escapade de Bob est un film muet français réalisé par Léonce Perret, sorti en 1910.

## Fiche technique
- Titre : L'Escapade de Bob
- Réalisation : Léonce Perret
- Scénario :  Léonce Perret
- Photographie :
- Société de production : Société des Etablissements L. Gaumont
- Pays d'origine :  France
- Format : Noir et blanc — 35 mm — 1,33:1 — Muet
- Genre :
- Métrage : 277 mètres
- Durée : 9 minutes
- Dates de sortie :
  -  France : 1er août 1910

## Distribution
- Marc Mario : Bob
- Léonce Perret : le père de Bob